# Stephen Norrington
Stephen Norrington (n. 1964, Londra) este un regizor britanic. Primele sale lucrări în domeniul cinematografic au fost realizarea unor efecte speciale în filme precum Aliens sau Split Second. A debutat ca regizor în 1994 cu filmul de groază Death Machine. A devenit cunoscut în toată lumea odată cu regizarea filmului Blade din 1988.